# Line De Dauw
Line De Dauw is een Belgisch actrice en zangeres. Ze had een hoofdrol in de televisieserie Milo en bracht in 2025 de single Met of zonder jou uit, een duet met Jaap Reesema.

## Biografie
De Dauw groeide op in Gent en volgde vanaf haar vijfde de musicalschool, waar ze les kreeg in dans, acteren en zingen. In 2022 deed ze mee aan The Voice van Vlaanderen, zonder dat ze dit van tevoren wist.
In 2024 maakte De Dauw haar acteerdebuut door gecast te worden in de televisieserie Milo. Ze speelde de rol van de sociale Jasmien Eeckhout.
De Dauw bracht in 2025 de single Met of zonder jou uit. Het betreft een duet met de Nederlandse zanger Jaap Reesema. Samen met Reesema zong ze het nummer in het televisieprogramma 10 om te zien.

## Discografie

### Singles
| Lied                                 | Verschijnen  | Album | Hitlijsten | Hitlijsten | Hitlijsten  | Hitlijsten  | Hitlijsten   | Hitlijsten   | Opmerkingen                 |
| Lied                                 | Verschijnen  | Album | BE (VL)    | BE (VL)    | NL (Top 40) | NL (Top 40) | NL (Top 100) | NL (Top 100) | Opmerkingen                 |
| Lied                                 | Verschijnen  | Album | Piek       | Weken      | Piek        | Weken       | Piek         | Weken        | Opmerkingen                 |
| ------------------------------------ | ------------ | ----- | ---------- | ---------- | ----------- | ----------- | ------------ | ------------ | --------------------------- |
| Met of zonder jou (met Jaap Reesema) | 13 juni 2025 | —     | —          | —          | —           | —           | —            | —            | Nr. 10 in de Vlaamse Top 30 |

## Filmografie

### Televisie
| Jaar       | Titel                        | Rol              | Opmerkingen |
| ---------- | ---------------------------- | ---------------- | ----------- |
| 2024-heden | Milo                         | Jasmien Eeckhout |             |
| 2025       | Familiegeheimen Rube en Paul | Mia              |             |